# Raggio di Luce
Raggio di Luce (Lightray), il cui vero nome è Sollis, è un personaggio dei fumetti dell'universo DC, creato da Jack Kirby sulle pagine di New Gods n. 1 del febbraio-marzo 1971.

## Personaggio
Raggio di Luce è uno dei personaggi principali delle serie legate al Quarto Mondo creato da Jack Kirby nel 1971.
Grande eroe di Nuova Genesi, combatte i nemici di Apokolips a fianco del suo amico Orion; a differenza di Orion, Raggio di Luce ha un carattere allegro e ottimista e preferisce risolvere i problemi con il dialogo e i compromessi piuttosto che con la battaglia.
È anche stato membro della Justice League of America.

## Altri media
Raggio di Luce appare nelle seguenti serie animate:
- Le avventure di Superman, nei due episodi dal titolo Legacy.
- Justice League, negli episodi dal titolo Twilight, doppiato da Rob Paulsen.
- Justice League Unlimited, nell'episodio Destroyer.